# Atlatle
O atlatle é um impulsionador de dardos criado na pré-história para a caça de animais de grande porte, como o mamute. O termo é originário da língua dos astecas mas encontraram-se indícios da utilização desta arma na Austrália, Europa e Américas.
O atlate é um bastão com um gancho, onde é encaixado um dardo. Funcionando como alavanca, o projétil é lançado com uma velocidade muito maior que com a mão.

## Fonte
- National Geographic (Brasil), Novembro, 2006. p 40